# 氯化二氨合铜(I)
氯化二氨合铜(I)是一种配位化合物，化学式为[Cu(NH3)2]Cl。它可由氯化亚铜和氨反应得到。它在真空中分解，生成CuCl·NH3。此外，CuCl·1⁄2NH3也是已知的。
氯化二氨合铜(I)的水溶液中含有[Cu(NH3)2]+、[Cu(NH3)Cl2]−和[Cu(NH3)2Cl]，并可以迅速被空气中的氧氧化。它的氨水溶液能够吸收一氧化碳，生成[Cu(NH3)3CO]Cl·H2O。它也能和含末端炔氢的物质反应，生成炔化亚铜沉淀。